# Gunhild Følstad
Gunhild Bentzen Følstad (Namsos, 3 de novembro de 1981) é uma ex-futebolista norueguesa que atua como defensora.

## Carreira
Gunhild Følstad integrou o elenco da Seleção Norueguesa de Futebol Feminino, nas Olimpíadas de 2008.